# Vorderfirmiansreut
Vorderfirmiansreut je součástí obce Philippsreut v zemském okrese Freyung-Grafenau v Bavorsku. Leží v Bavorském lese asi jeden kilometr severozápadně od Philippsreutu v nadmořské výšce 940 metrů.

## Historie
Ves založil v roce 1764 kníže biskup Leopold Ernst von Firmian.

## Turismus
Ve styku s Českem zde existuje přeshraniční propojení Kunžvartské sedlo – Vorderfirmiansreut.